# داني بويس
داني بويس (بالإنجليزية: Danny Bowes)‏ هو مغني بريطاني، ولد في 14 أبريل 1960.

## وصلات خارجية
- داني بويس على موقع IMDb (الإنجليزية)
- داني بويس على موقع ميوزك برينز (الإنجليزية)
- داني بويس على موقع ديسكوغز (الإنجليزية)
- داني بويس على موقع كينوبويسك (الروسية)